# CanWest Global Communications
CanWest Global Communications (TSX: CGS; NYSE: CWG) war ein international tätiger Medienkonzern aus Kanada und einer der größten des Landes. Er besaß zahlreiche Zeitungen, Radiosender und Fernsehsender in Kanada, den Vereinigten Staaten, Australien, Großbritannien und Neuseeland. Der Hauptsitz des 1974 von Izzy Asper gegründeten Konzerns befand sich im CanWest Global Place in Winnipeg.

## Unternehmen
Das Global Television Network ist ein Verbund von englischsprachigen Fernsehsendern, die zusammen 94 % der Bevölkerung Kanadas erreichen. Angeschlossen sind zehn Sender. Ein zweiter, von Global Television Network unabhängiger Verbund, war CH; ihm gehören sechs Fernsehsender an. Er existierte ab 2001, übernahm ab 2007 das Programm von E! und firmierte deswegen ebenfalls unter dem Namen E!. Darüber hinaus besaß CanWest acht Spartensender, die nur über Kabel oder digital zu empfangen waren.
CanWest besaß zwei kanadische Radiostationen in Kitchener und Winnipeg. Seit der Übernahme der Southam-Gruppe im Jahr 2000 war CanWest der größte Zeitungsverleger Kanadas und besaß 13 Tageszeitungen. Weitere Unternehmensbereiche waren Fernsehproduktion, Internetportale und Videoproduktionen für Mobiltelefone. In Neuseeland und Australien besaß CanWest insgesamt fünf Fernsehsender sowie mehrere Radiostationen in Neuseeland und Großbritannien.

## Restrukturierung und Verkauf
CanWest geriet durch diverse Übernahmen in finanzielle Schwierigkeiten. Bereits im Jahre 2002 wurde mit den Gewinnen größtenteils Zinsen für Kredite beglichen. Im Jahr 2007 wurden die Bond Papiere des Unternehmens auf junk status herabgestuft. Im Frühjahr 2009 wurde den Beteiligten klar, dass die Unternehmensverbindlichkeiten in der Höhe und auch aufgrund der globalen Weltwirtschaftskrise 2008/2009 nicht mehr zu managen waren. In den Jahren 2008 und 2009 sank der Gewinn von 428 Millionen auf 197 Millionen Can $.
Am 31. August 2009 stellte das Unternehmen sein Fernsehnetzwerk E! ein. Einige Sender wurden an andere kleinere Medienunternehmen verkauft. Am 24. September 2009 gab CanWest den Verkauf seiner 51-prozentigen Beteiligung am australischen Medienunternehmen Ten Network Holdings für ca. 680 Millionen australische Dollar bekannt. Das Unternehmen beantragte am 6. Oktober 2009 Gläubigerschutz, mit dem geordneten Insolvenzverfahren sollte der Medienkonzern restrukturiert werden. CanWest beschäftigte zu diesem Zeitpunkt rund 1.700 Mitarbeiter.
Im Februar 2010 wurde der Verkauf der Mediensparte von CanWest Global Communication an das kanadische Telekommunikationsunternehmen Shaw Communications bekanntgegeben. Der neue Eigentümer betrieb diesen Sektor unter dem Namen Shaw Media weiter, seit April 2016 gehört er zu Corus Entertainment. Den Unternehmensbereich Verlagswesen kaufte das kanadische Unternehmen Postmedia Network. Bis Ende Oktober 2010 hatte CanWest seine gesamten Vermögenswerte veräußert. Es firmierte in 2737469 Canada Inc. um und stellte gleichzeitig seinen Betrieb ein. Diese Nachfolgefirma wurde zum 27. Mai 2013 aufgelöst.